# Wonder Wheel (film)
Pour les articles homonymes, voir Wonder Wheel (homonymie).
Pour plus de détails, voir Fiche technique et Distribution.
Wonder Wheel est un film américain écrit et réalisé par Woody Allen, sorti en 2017. Le titre fait référence à la grande roue appelée Wonder Wheel, dans un parc d'attractions situé à Coney Island.

## Synopsis
L’histoire se déroule à Coney Island, une station balnéaire, dans les années 1950. Ginny, une ancienne actrice lunatique devenue serveuse, a refait sa vie avec Humpty, veuf, qui exploite un manège. Le couple vit avec Richie, le petit garçon de Ginny, aux fortes tendances pyromanes. La tranquillité de la famille est ébranlée au retour de Carolina, 25 ans, la fille de Humpty. Ils s’étaient brouillés cinq ans auparavant lorsqu’elle avait épousé un gangster, au désarroi de Humpty. Sans ressources et voulant échapper aux griffes de son mari violent, Caroline se réfugie chez son père, sachant que la mafia veut la tuer pour avoir fui et parlé à la police. Si la rancœur des années passées pousse initialement Humpty à rejeter sa fille, il adoucit son comportement et cherche désormais à recréer une relation harmonieuse avec elle, entre autres en lui finançant des cours du soir pour qu’elle puisse se relancer dans la vie, au lieu du boulot de serveuse qu’elle exerce temporairement aux côtés de Ginny.
Pendant ce temps, Ginny rencontre Mickey, un jeune et séduisant maître-nageur qui rêve de devenir dramaturge. Ils deviennent amants dans la clandestinité et elle fait des projets d’avenir avec lui.
Des hommes de main envoyés par le mari de Carolina débarquent dans la station balnéaire mais Humpty réussit à les éloigner en leur expliquant qu’il n’a plus de nouvelles de sa fille depuis au moins cinq ans et qu’il ne compte pas la revoir de sitôt.
Ginny se rend compte que Mickey n’éprouve pas des sentiments aussi forts qu’elle.
La relation entre Ginny et Carolina devient de plus en plus tendue. Habituée aux palaces et à la grande vie, Carolina ne participe pas aux tâches ménagères ; elle est peu motivée par son travail de serveuse. Ginny voit que Humpty réserve désormais les économies du ménage pour les études de Carolina. La situation dégénère lorsque Carolina rencontre Mickey et lorsque celle-ci, sans savoir que Ginny entretient une liaison avec lui, lui confesse les sentiments qu’elle a développés pour lui et sa suspicion qu’ils sont réciproques. Ce dernier, amoureux de Carolina, rejette le cadeau d'anniversaire que Ginny lui offre (une montre à 500 dollars gravée à son nom), et lui annonce qu'il ne veut plus d'elle. Terrassée, blessée et en colère, Ginny le quitte.
Lorsqu’elle constate que les hommes de main du mari de Carolina sont revenus et ont appris l’adresse du restaurant où Carolina dîne avec Mickey, Ginny tente d’avertir Carolina pour la protéger, puis se ravise soudainement. Carolina disparaîtra ce soir-là.
Désormais libérée, Ginny se sent revivre et rêve à nouveau de retrouver les planches du théâtre. Mickey débarque chez elle pour lui annoncer qu’il a compris qu’elle est responsable de la disparition de Carolina. Hystérique et ivre, après une longue confrontation entre les deux, Ginny lui tend un couteau pour qu'il la poignarde. Abasourdi par son attitude, la trouvant pathétique, Mickey l'abandonne pour toujours. Plus tard, Humpty rentre à la maison et lui dit qu'il accepte la disparition de sa fille pour continuer à vivre normalement. Rejetée par Mickey et condamnée à vivre avec son mari à Coney Island, Ginny comprend que ses rêves d'actrice ne s'exauceront jamais.
Sur la plage, Richie, le fils pyromane de Ginny, provoque un nouvel incendie.

## Fiche technique
Sauf indication contraire, les informations mentionnées dans cette section peuvent être confirmées par la base de données cinématographiques IMDb,  présente dans la section « Liens externes ».
- Titre original et français : Wonder Wheel
- Réalisation : Woody Allen
- Scénario : Woody Allen
- Montage : Alisa Lepselter
- Photographie : Vittorio Storaro
- Production : Letty Aronson, Edward Walson et Erika Aronson
- Sociétés de production : Amazon Studios et Gravier Productions
- Sociétés de distribution : Amazon Studios (États-Unis), Mars Films (France)
- Pays d’origine : États-Unis
- Langue originale : anglais
- Format : couleur - 2,00:1 - son Dolby numérique
- Genre : Drame et romance
- Durée : 101 minutes
- Dates de sortie :
  -  États-Unis :
    - 14 octobre 2017 (Festival du film de New York)
    - 1er décembre 2017 (sortie nationale)

  -  France : 31 janvier 2018

## Distribution
- James Belushi (VF : Emmanuel Jacomy) : Humpty Rannell, forain
- Juno Temple (VF : Leslie Lipkins) : Carolina Adato, fille d'Humpty mariée à un gangster
- Justin Timberlake (VF : Damien Witecka) : Mickey Rubin, surveillant de plage
- Kate Winslet (VF : Rafaèle Moutier) : Ginny Rannell, femme d'Humpty
- Max Casella (VF : Loïc Houdré) : Ryan
- Jack Gore (VF : Andrea Santamaria) : Richie Rannell
- David Krumholtz (VF : Christophe Lemoine) : Jake Jacoby
- Debi Mazar (VF : Virginie Ledieu) : Une invitée de l'anniversaire
- Steve Schirripa (VF : Gérard Surugue) : Nick
- Tony Sirico (VF : Hervé Jolly) : Angelo
- Bobby Slayton (VF : Nicolas Marié) : un ami de Harold

## Production

### Attribution des rôles
Kate Winslet est la première actrice à rejoindre le nouveau film de Woody Allen en juillet 2016, suivie de James Belushi, Juno Temple et de Justin Timberlake dans le rôle d'un maître-nageur. Tony Sirico puis Jack Gore, Steve Schirripa et Max Casella complètent le casting en août et septembre 2016,,.
Tony Sirico et Steve Schirripa, dans des seconds rôles, reprennent les personnages de mafieux qu’ils incarnaient dans Les Soprano.

## Sortie

### Accueil critique
En France, le site Allociné recense une moyenne des critiques presse de 3,4/5.
Si certains critiques soulignent le peu de renouvellement dont le film témoigne de la part de Woody Allen, la plupart reconnaissent sa qualité et le talent du cinéaste,.
Pour Jean-Baptiste Morain des Inrocks, « "Wonder Wheel" n'est sans doute pas le plus grand film de Woody Allen (...) mais il possède un atout extrêmement important : Kate Winslet, tout aussi géniale que l'était Cate Blanchett dans "Blue Jasmine". ». Selon Louis Guichard de Télérama, Kate Winslet « impressionne autrement, par l’état limite de vulnérabilité où la fiction l’entraîne. ».

### Box-office
- France : 372 660 entrées[13]